# José Antonio Luque
José Antonio Luque Ramírez (Marchena, provincia de Sevilla, España; 16 de febrero de 1974) es un futbolista español retirado. Su último club fue el Écija Balompié en la Segunda División B.

## Biografía
Tras sus inicios en Marchena, donde empezó en el equipo juvenil de la Peña Bética Cultural "Benito Villamarín", pasó a las categorías inferiores del Sevilla, dónde no tuvo sitio, y tras dos años en la Balompédica Linense (dónde consiguió un ascenso a Segunda División B) da el salto al Recreativo de Huelva en Segunda División.
En el Decano disputó sus dos primeras temporadas a la sombra del mítico César Quesada.
La temporada 2002/03 fue clave en su carrera. En dicho año, el Decano retornaba por primera vez en 24 años a la Primera División, y tras un nefasto comienzo de César, el sevillano logró hacerse con un puesto en el once inicial, disputando un total de 34 partidos entre Liga y Copa (en la cual ese año acabaron subcampeones) y encajando 44 goles.
Ya a los años siguientes, las temporadas 2003/04 y a la 2004/05 el jugador continua en el Recre, en su cuarta y quinta temporada de albiazul siendo un fijo en la titularidad, además de un gran ídolo de la afición. En estos años con el club nuevamente en la Segunda División, Luque se convertiría en el gran ídolo de la afición, pero el fichaje del joven Toño hizo que se disputasen la titularidad entre los dos, a lo largo de los tres años en que el club estuvo en Segunda División. 
La temporada 2005/06, fue la mejor temporada del Decano en Segunda División y en ella, a pesar de disputarse la titularidad con Toño, Luque acaba con uno de los mejores coeficientes de la categoría, pero no pudo lograr el Zamora debido a que no llegó a los 28 partidos. La temporada la acabó con 24 partidos jugados y 22 goles encajados.
El equipo termina con un ascenso a Primera División, en primera posición y con un equipo bien labrado, listo para afrontar la nueva etapa en Primera División. 
En la pretemporada preparativa al nuevo año en Primera División la gran sorpresa fue la inclusión de Luque en la lista de descartados de Marcelino. Fue una decisión muy protestada, sobre todo por los aficionados, y que llevó al marchenero a estar hasta el mes de diciembre entrenando en solitario apartado del grupo. En el mercado invernal el cancerbero se fue cedido al Écija Balompié, en Segunda División B. En el conjunto sevillano realizó una espléndida segunda vuelta, contribuyendo a la permanencia del equipo en la Segunda División B logrando un meritorio 9º puesto.
Al año siguiente, con la marcha de Marcelino y la llegada de Víctor Muñoz, el sevillano regresó a Huelva. En esta temporada fue prácticamente imposible que el marchenero jugase algún partido, ya que al club llegaron jugadores de prestigio internacional como eran, Stéfano Sorrentino y Mariano Damián Barbosa. Pero a pesar de ello, el cancerbero continuó en el club como tercer portero y uno de los pesos pesados de la plantilla. Cumplió su octava campaña en el club albiazul.
Al año siguiente inició la pretemporada con el Decano pero al ver que no contaban con él decidió irse, por lo que convocó una rueda de prensa informando su rescisión de contrato.
En julio de 2008 regresó al Écija Balompié de Segunda División B, disputando muy pocos partidos. Poco antes de finalizar la temporada 2008/09 se retiró del fútbol por sus problemas de espalda.
Fue entrenador del equipo de su pueblo, el Marchena Balompié, con el cual consigue la salvación contando en sus filas con jugadores del pueblo que no superan la media de 20 años en cada encuentro.
Actualmente es entrenador del Marchena Balompié Infantil, líder invicto de su grupo en la 1 Provincial Sevillana
Dirige C.D. José Antonio Luque, con equipos en categorías benjamín y alevín que cuentan sus partidos por victorias.

## Clubes
| Temporada | Club                                     | PG/GE     |
| --------- | ---------------------------------------- | --------- |
| 1990/92   | Peña Bética "Benito Villamarín" Marchena | –/–       |
| 1997/98   | Sevilla B                                | –/–       |
| 1998/99   | Real Balompédica Linense                 | –/–       |
| 1999/00   | Real Balompédica Linense                 | –/–       |
| 2000/01   | Real Club Recreativo de Huelva           | 4/2       |
| 2001/02   | Real Club Recreativo de Huelva           | 4/9       |
| 2002/03   | Real Club Recreativo de Huelva           | 26/39     |
| 2003/04   | Real Club Recreativo de Huelva           | 14/15     |
| 2004/05   | Real Club Recreativo de Huelva           | 20/14     |
| 2005/06   | Real Club Recreativo de Huelva           | 24/22     |
| 2006/07   | Real Club Recreativo de Huelva/Écija     | 0/0-19/23 |
| 2007/08   | Real Club Recreativo de Huelva           | 0/0       |
| 2008/09   | Écija Balompié                           | –/–       |

## Palmarés
- 1 ascenso a Segunda División B: 1998/99
- 2 ascensos a Primera División: 2001/02 y 2005/06
- 1 Subcampeonato de Copa del Rey: 2002/03
- 1 Liga (Segunda División): 2005/06

- Datos: Q362405